# بالیانگ (ویکتوریا)
بالیانگ (به انگلیسی: Balliang) یک شهرک در استرالیا است که در Shire of Moorabool واقع شده‌است.